# Школьников, Самуил Яковлевич
Самуил Яковлевич Школьников (3 мая 1909 — неизвестно) — советский инженер-строитель. Заслуженный строитель РСФСР (1973).

## Биография
Родился 3 мая 1909 года. В 1929—1931 годах работал помощником прораба в Иркутске, затем переехал в Москву. С 1932 года работал в военной промышленности. С 1934 года — начальник сектора капитального строительства в Военно-транспортном управлении Примангальских трактов.
В 1938 году занял должность главного инженера треста Мосгорисполкома по передвижке зданий. Принимал участие в передвижке ряда зданий и сооружений в ходе реконструкции улицы Горького: здания Моссовета, глазной больницы, 5-6-этажных жилых домов, памятника Пушкину.
В годы Великой Отечественной войны был одновременно начальником 1-го аварийно-спасательного батальона МПВО Москвы и начальником штаба эвакотдела Мосгорисполкома. По окончании битвы за Москву вместе с другими специалистами треста по передвижке зданий занимался высвобождением застрявших боевых машин.
После войны занимался проектированием и строительством различных зданий и сооружений в Москве. В 1950 году без отрыва от производства окончил строительный институт Моссовета, после чего был направлен в институт «Моспромпроект», преобразованный вскоре в «Моспроект». В 1950—1953 годах был начальником технического отдела института. С 1953 года — главный инженер проектов мастерской № 9, а с 1956 года — главный инженер этой мастерской.
В 1954—1956 годах в составе авторского коллектива занимался проектированием и строительством опытно-показательных каркасно-панельных жилых домов на улице Куусинена в Москве (7-й квартал Песчаных улиц). С 1959 года под руководством М. В. Посохина занимался проектированием и строительством Кремлёвского Дворца съездов.
В 1962 году был переведён в «Моспроект-2», в мастерскую № 1, где занимал должность главного инженера проекта общественных зданий. Участвовал в создании курорта Пицунда, где на берегу моря сооружались каркасно-панельные здания повышенной этажности с рамным каркасом из сборных железобетонных элементов, рассчитанные на семибалльную сейсмичность. Ещё одной крупной работой С. Я. Школьникова в мастерской № 1 стал комплекс зданий СЭВ на проспекте Калинина (ныне Новый Арбат). Среди других робот С. Я. Школьникова административное здание посольства СССР в США, зал заседаний Верховного Совета СССР, Дом знаний, Московский государственный институт международных отношений, Дипломатическая академия, Академия общественных наук при ЦК КПСС.
В начале 1970-х годов разработал проект передвижки здания Музея архитектуры имени А. В. Щусева. Был одним из авторов Дома мира и дружбы народов, который предполагалось построить на Арбатской площади.
В 1981 году вышел на пенсию. Персональный пенсионер республиканского значения. До 1985 года работал главным инженером проекта комплекса зданий Академии общественных наук при ЦК КПСС.
Член КПСС с 1946 года. Член Союза архитекторов СССР с 1966 года.
Коллекционировал книги по искусству и архитектуре. Увлекался цветной фотографией. Имел большую коллекцию слайдов с памятниками архитектуры и уникальными современными зданиями. Был любителем лыжного спорта.

## Награды и звания
- Заслуженный строитель РСФСР (1973)[1]
- Орден Трудового Красного Знамени — за участие в проектировании и строительстве Кремлёвского Дворца съездов[2]
- Серебряная медаль ВДНХ[1]